# Râul Dragoș
Râul Dragoș sau Izvorul lui Dragoș este un curs de apă, afluent al Vișeu. 

## Hărți
- Harta județului Maramureș
- Harta Munții Rodnei  Arhivat în 22 iulie 2020, la Wayback Machine.